# Joseph Sifakis
Joseph Sifakis (Heraclión, Creta, 26 de diciembre de 1946) es un científico de la computación griego naturalizado francés, ganador del Premio Turing de 2007 junto con Edmund Clarke y E. Allen Emerson, por su trabajo en el método conocido como model checking.
Estudió Ingeniería Eléctrica en la Universidad Técnica Nacional de Atenas, y Ciencias de la Computación en la Universidad de Grenoble. Actualmente (2007) vive en Francia y trabaja para el Centre national de la recherche scientifique (CNRS), en el laboratorio VERIMAG cerca de Grenoble.